# 能登半島国定公園
能登半島国定公園（のとはんとうこくていこうえん）は、石川県・富山県を跨ぐ、能登半島の海岸を主体に指定されている国定公園である。
日本海側の外浦と富山湾側の内浦で対称的な景観が見られる。1968年（昭和43年）5月1日に指定（越前加賀海岸国定公園と同日指定）。指定面積は9,672haであるが、2030年（令和12年）までに指定区域が拡張される予定となっている。

## 主なスポット
外浦側（石川県）
- 千里浜なぎさドライブウェイ
- 能登金剛
- 猿山岬[4]
- 皆月湾
- 大川浜
- 曽々木海岸
- 禄剛崎
- ゴジラ岩

内浦側（石川県・富山県）
- 見附島（軍艦島）
- 九十九湾
- 能登島
- 和倉温泉
- 雨晴海岸
- 二上山[3]

## 関係市町村
- 石川県
  - 七尾市
  - 珠洲市
  - 輪島市[4]
  - 羽咋市
  - 鳳珠郡穴水町
  - 鳳珠郡能登町
  - 羽咋郡志賀町
  - 羽咋郡宝達志水町[1]
  - 鹿島郡中能登町
- 富山県
  - 高岡市
  - 氷見市

## ギャラリー

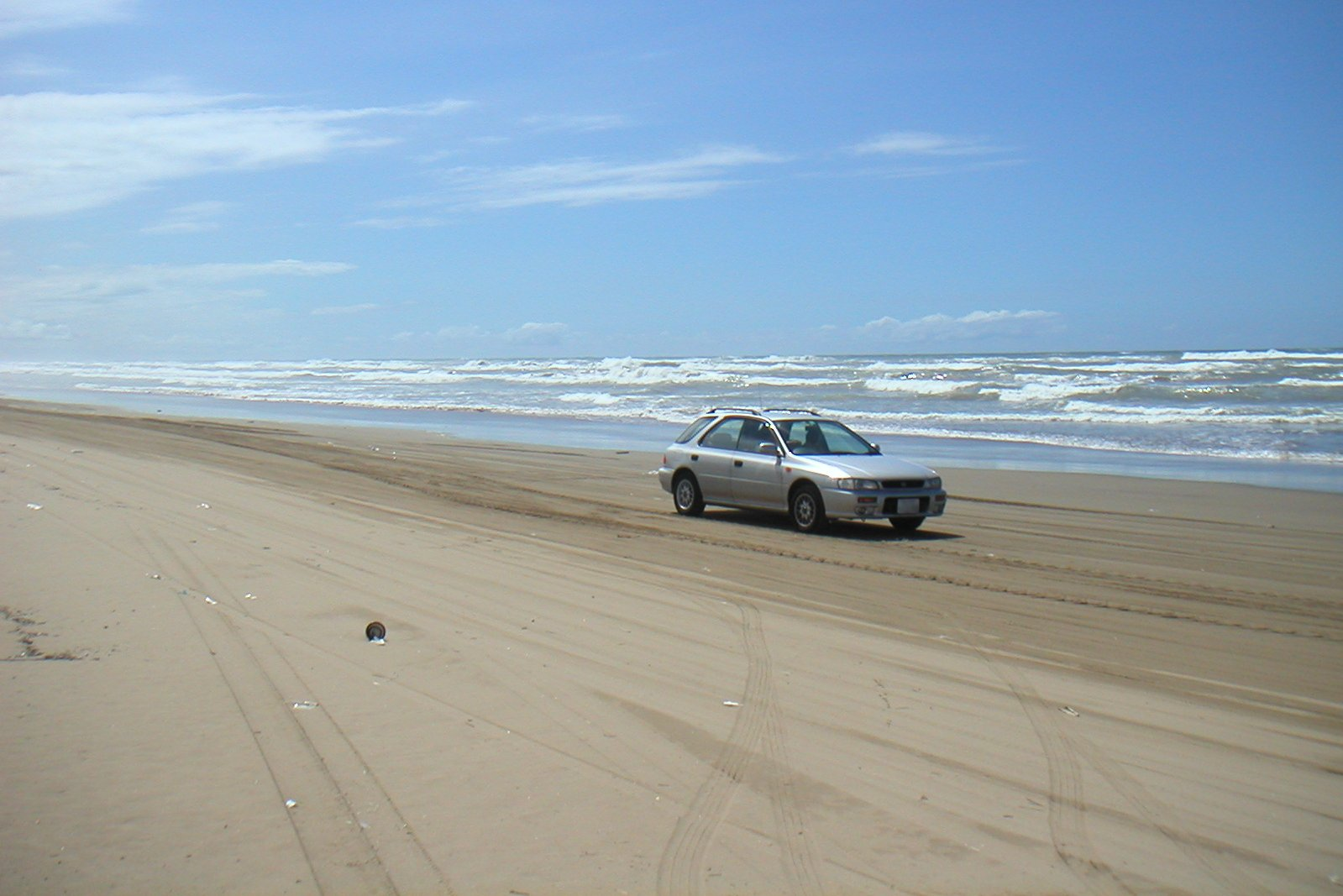
千里浜なぎさドライブウェイ
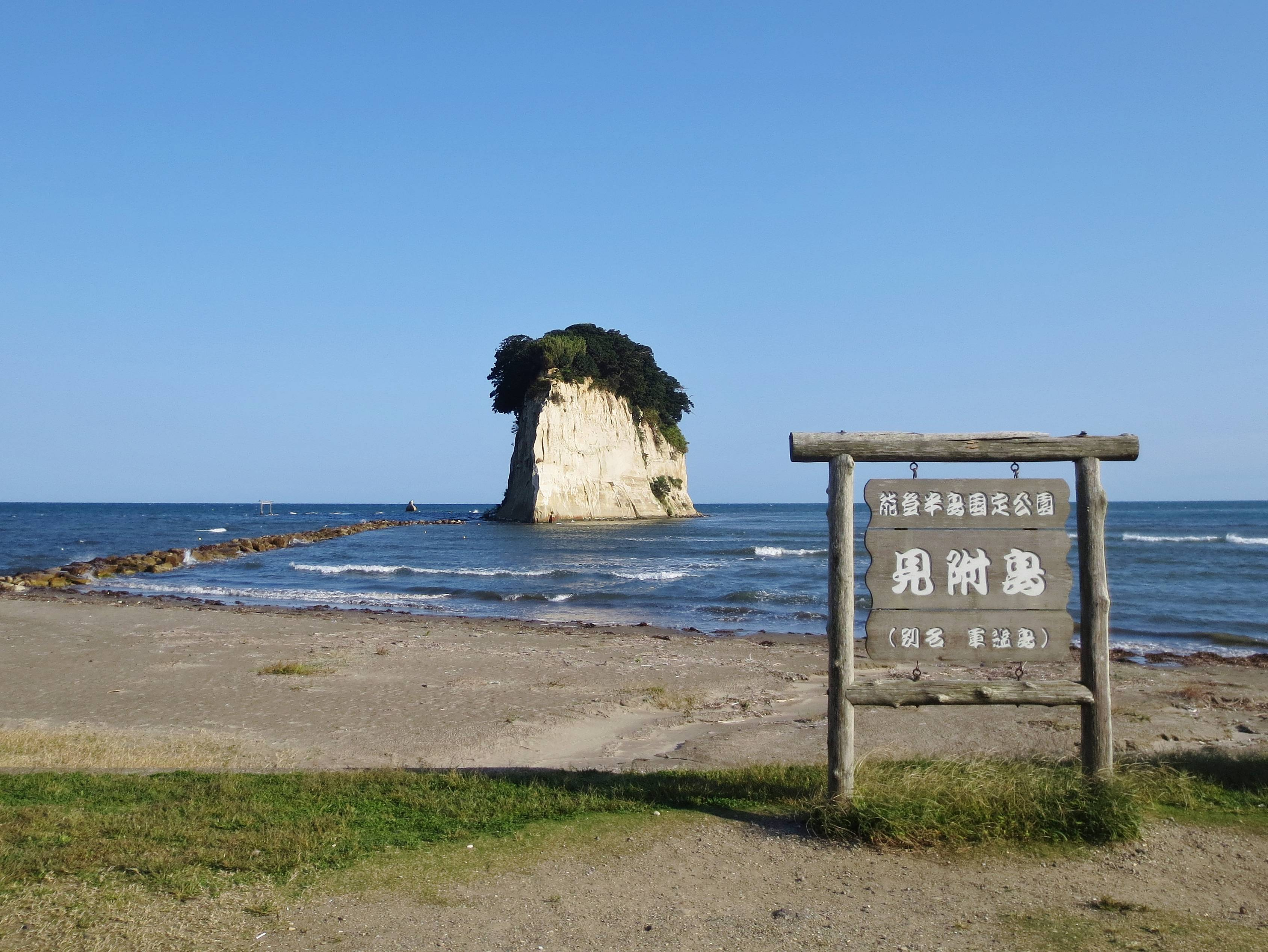
見附島（珠洲市）
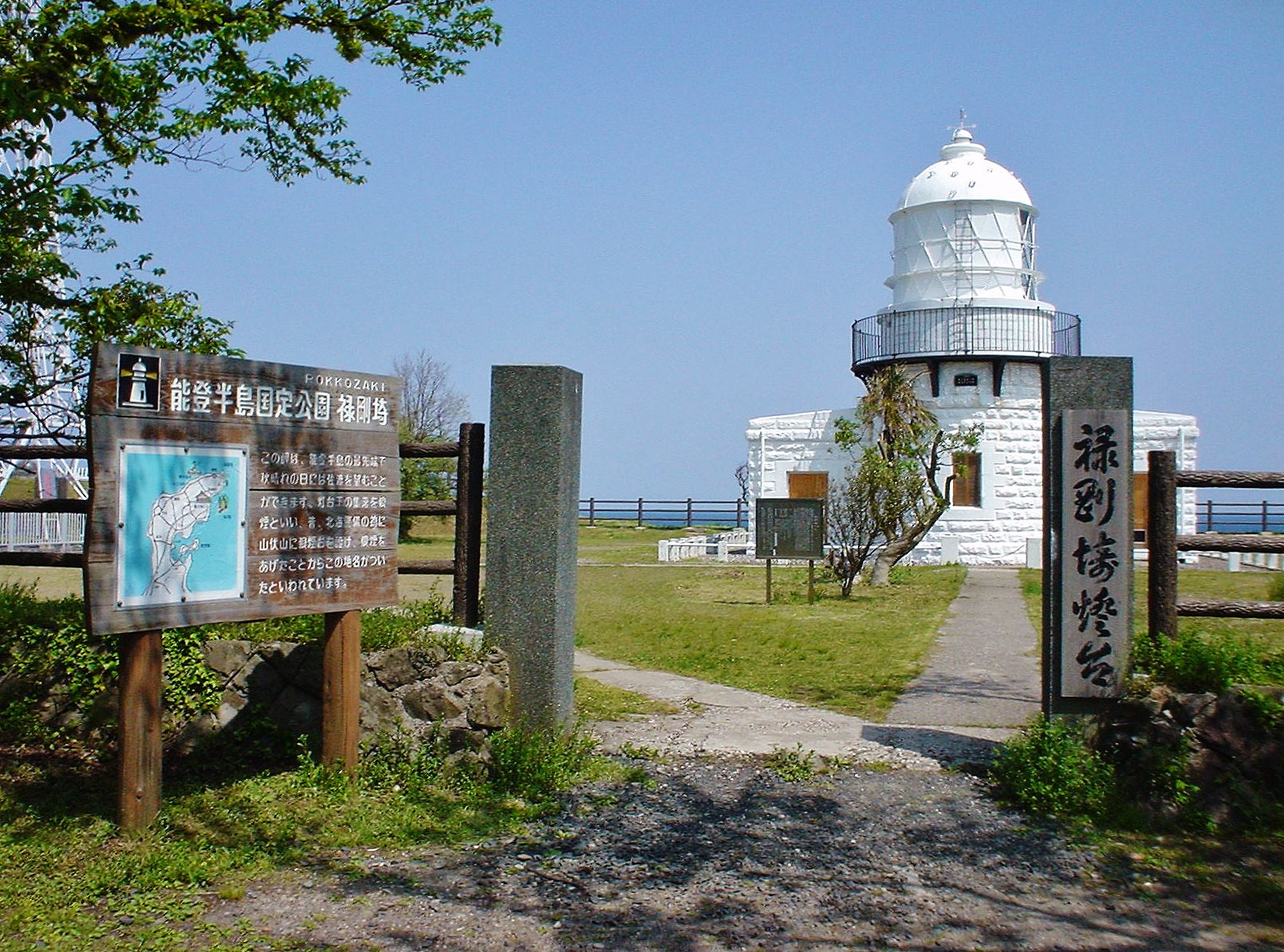
禄剛埼灯台（珠洲市）
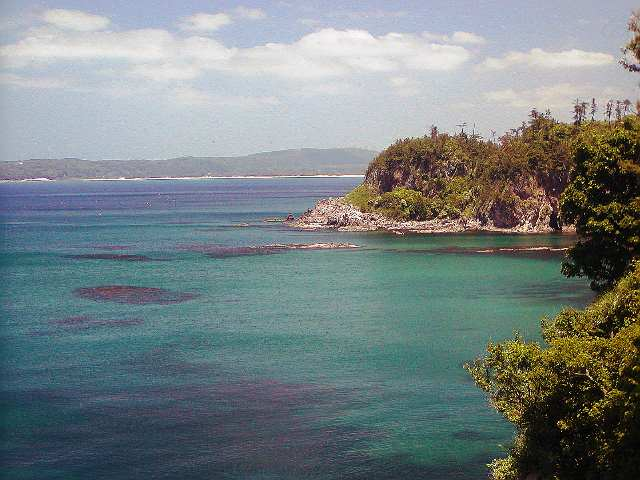
能登金剛（志賀町）
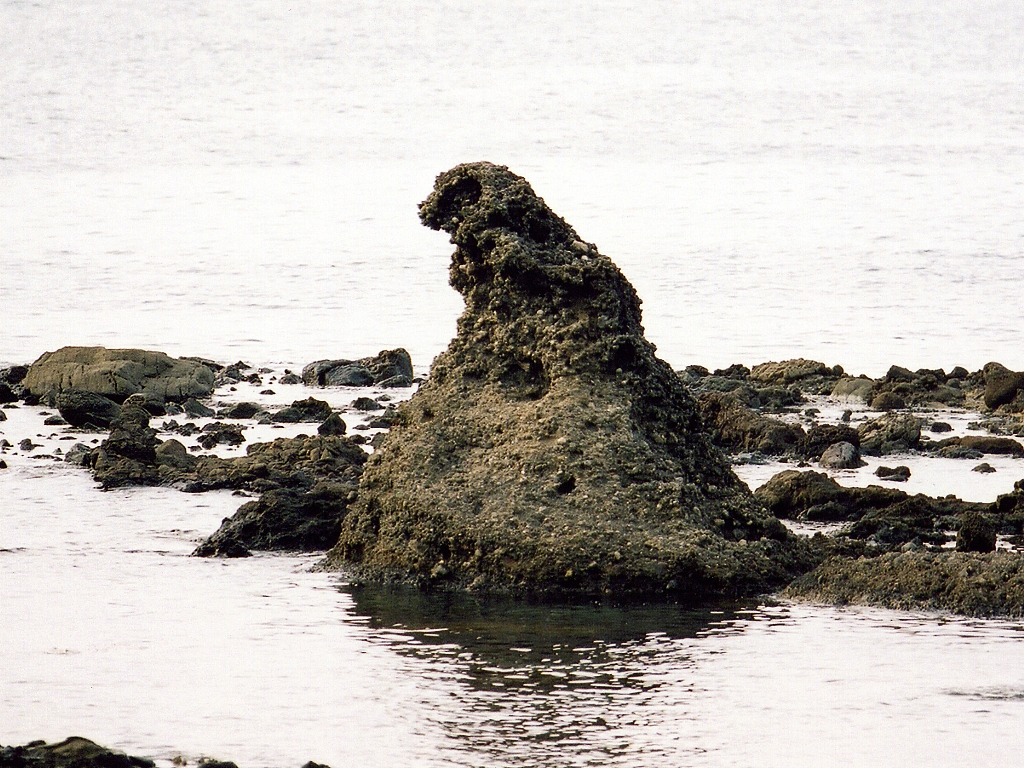
ゴジラ岩(珠洲市)
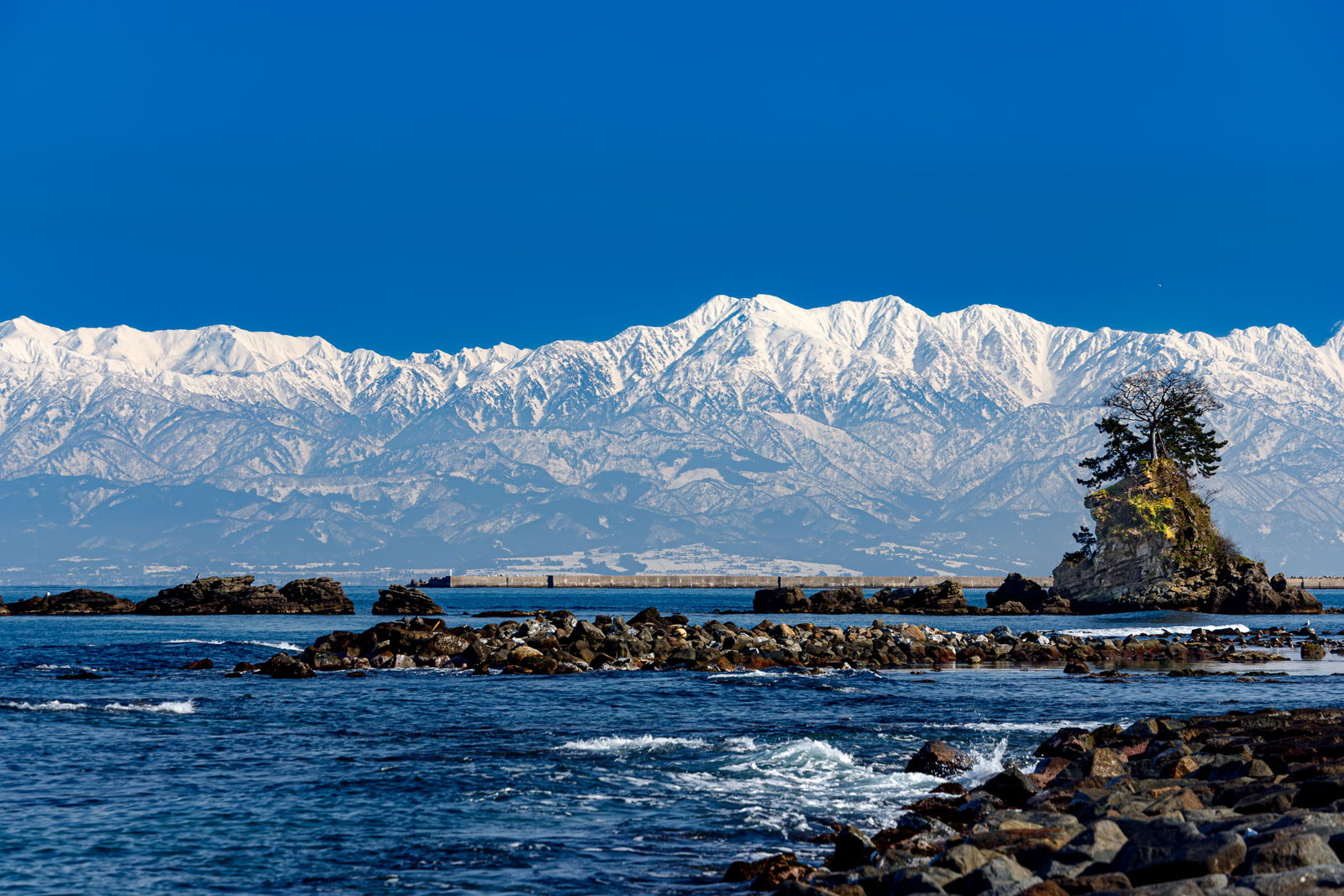
雨晴海岸